# RAI
La RAI (siglas de Radiotelevisione Italiana, en español «Radiotelevisión Italiana») es la compañía de radiodifusión pública de Italia. La empresa fue fundada oficialmente el 10 de abril de 1954, cuando el estado italiano tomó el control de la sociedad concesionaria de radiodifusión (Radio Audizioni Italiane) para crear una empresa pública de radio y televisión.
Actualmente la RAI gestiona una amplia oferta de servicios con 11 emisoras de radio, 13 canales de televisión, centros de producción audiovisual, servicios multimedia, teledifusión y venta de publicidad entre otros campos. Todo ello se financia a través de un sistema mixto con impuestos directos, publicidad y venta de productos. Su plantilla está formada por casi 12.000 trabajadores, lo que les convierte en el quinto mayor grupo de radiodifusión de Europa.
El ente público es una sociedad por acciones en la que el gobierno italiano, a través del ministerio de Economía y Finanzas, controla el 99,8% de los títulos.
La RAI es miembro activo de la Unión Europea de Radiodifusión y uno de sus mayores contribuyentes.

## Historia

### Creación de la RAI
Los orígenes de RAI se encuentran en la Unione Radiofonica Italiana, el primer grupo público de radio de Italia. Dicha empresa fue creada el 27 de agosto de 1924 por el ministerio de las Comunicaciones italiano como una empresa de titularidad privada. Tres años después, el gobierno de Benito Mussolini la absorbió y cambió su nombre por el de Ente Italiano per le Audizioni Radiofoniche (EIAR). Durante la dictadura de Mussolini y hasta su muerte, la EIAR mantuvo el monopolio de la radio italiana a través de sus dos canales: Rete Rossa (con música clásica) y Rete Azzurra (con información y entretenimiento).
Tras la liberación de Italia en la Segunda Guerra Mundial y la llegada de la democracia, las nuevas autoridades del país cambiaron la denominación de la empresa por Radio Audizioni Italiane (siendo también la primera vez que se utilizaban las siglas RAI) e inicialmente estaba controlada por Società idroelettrica piemontese (SIP). Además de los dos canales ya existentes, en 1950 se creó la primera emisora en frecuencia modulada, Terzo Programma.
En 1949 la RAI asumió la emisión en pruebas de televisión desde un modesto estudio de Milán. No fue hasta el 3 de enero de 1954 cuando se pusieron en marcha las emisiones regulares del primer canal de televisión del país, llamado Programma Nazionale (actual Rai 1), que desde el primer día tuvo cobertura en Roma, Milán, Nápoles y Turín, siendo percibido por unos pocos hogares. Con la llegada de la televisión, RAI cambió su denominación social por la actual Radiotelevisione Italiana el 10 de abril del mismo año y el estado asumió el control total para expandir la cobertura del servicio. A pesar del cambio de razón social, se continuaron utilizando las siglas de Radio Audizioni Italiana, para facilitar la rápida identificación del medio.
Durante los siguientes años, RAI se concentró en aumentar la cobertura de televisión en todo el territorio nacional. El 4 de noviembre de 1961 el ente público puso en marcha su segundo canal de televisión (Rai 2), y en 1972 comenzó a emitir, de forma experimental, programas en color bajo el sistema PAL. Las emisiones en color se normalizaron el 1 de febrero de 1977, aunque de forma parcial, pues el proceso de transición finalizó un año y medio después.

### Reforma audiovisual (1975)
Con la mejora de cobertura y fuerte implantación de la televisión en la sociedad italiana, el gobierno italiano aprobó el 14 de abril de 1975 la «Ley 103», por la que se reformó el ente público de radiotelevisión. Con ánimo de garantizar una mayor independencia editorial, el control de la RAI pasó del gobierno al parlamento italiano. Además, se marcaba como objetivo la pluralidad informativa y la apertura a todas las tendencias de la sociedad italiana, por lo que la RAI estaba obligada ahora a ceder espacios a los sindicatos, asociaciones, grupos religiosos y movimientos políticos. El otro objetivo establecido era la apertura de un tercer canal de televisión regional (Rai 3, estrenado el 15 de diciembre de 1979).
El proceso de reformas de la RAI provocó notables cambios en la televisión italiana. El nombramiento de los directores de cada canal se hacía ahora sobre la base de las corrientes políticas del país, por lo que Rai Uno pasó a estar bajo la influencia de la Democracia Cristiana y Rai Due del Partido Socialista. Posteriormente, el Partido Comunista Italiano consiguió ejercer influencia sobre Rai Tre. Este proceso fue bautizado como Lottizzazione y se mantuvo hasta inicios de los años 1990.
Por otra parte, a comienzos de los años 1980 se produjo la liberalización del sector televisivo, después de que la Corte Constitucional declarase válidas las emisiones de un canal local y liberalizara las transmisiones por cable. En esos años se formaron redes de televisiones locales como Canale 5 que funcionaron de facto como cadenas de televisión, al emitir la misma programación de forma simultánea gracias al videocinta. La RAI perdió el monopolio en el sector, pero mantuvo durante décadas un duopolio en los ingresos publicitarios con los tres canales del grupo Mediaset, propiedad de Silvio Berlusconi.

### Situación actual
A comienzos de la década de 1990 RAI se adaptó al nuevo modelo de los medios de comunicación italianos. Las emisoras de radio modificaron su programación para abarcar diversos públicos, y en cuanto a los canales de televisión se creó una oferta temática para orientarse a distintos sectores de la audiencia, rompiendo con el modelo de Lottizzazione. En ese tiempo Rai Uno se consolidó como líder de audiencia en Italia.
En el año 2000 la RAI emprendió un cambio radical en su imagen corporativa, con una mariposa como identificativo de todos sus canales. En ese tiempo el gobierno italiano de Berlusconi estudió la privatización parcial del ente público, por la que se vendería un 20% de las acciones del canal que mantenía el ministerio de Economía. Sin embargo, la oposición de diversos partidos políticos y parte de la sociedad italiana paralizó la decisión en 2005, por lo que RAI sigue controlada en su totalidad por el estado.
En los siguientes años el grupo desarrolló nuevas emisoras de radio para Internet, abrió su propio canal de YouTube en 2005 y comenzó a emitir en 16:9 y alta definición en 2008. Para ofrecer una programación competitiva en la televisión digital terrestre, el grupo desarrolló una amplia oferta de canales temáticos y abrió dos semigeneralistas, Rai 4 (2008, público joven) y Rai 5 (2010, cultural).

## Organización
La RAI es una sociedad por acciones en la que el ministerio de Economía y Finanzas controla el 99,56 % y la Sociedad Italiana de Autores y Editores posee un paquete testimonial del 0,44 %. Hay un consejo de administración compuesto por nueve miembros: siete son elegidos por la comisión parlamentaria de vigilancia de la RAI, mientras que los dos restantes son elegidos por el ministerio de Economía y Finanzas como accionista mayoritario. Los miembros del consejo tienen un mandato de tres años que pueden renovar al término del mismo.
Para elegir el presidente del consejo de administración, el ministerio de Economía presenta un candidato entre los dos consejeros que puede nombrar. Después, el consejo debe aprobar el nombramiento por una mayoría de dos tercios de la comisión parlamentaria de vigilancia. El consejo de administración vota también al director general (mandato de tres años renovable, también propuesto por el ministerio de Economía), a los directores de los canales de televisión y al informativos. La política italiana ha debatido la posibilidad de desvincular el nombramiento de estos cargos del parlamento.
Como televisión estatal, la RAI tiene la obligación de producir transmisiones de servicio y utilidad pública en un porcentaje del horario preferencial, tanto en radio como en televisión.

## Financiación
RAI se financia a través de un canon televisivo y publicidad. El canon es un impuesto que se cobra a todos los residentes en Italia que posean un televisor, 109 euros en 2010. Aunque el impuesto lo recauda el estado, este traspasa la cantidad al ente público de forma íntegra. Dicho impuesto existe desde un decreto ley de 1938, cuando el gobierno italiano implantó una tasa a los dispositivos «adaptados o adaptables a la recepción de radioaudiciones». Con el paso del tiempo, el canon se mantuvo como un impuesto único del que están exentos determinados colectivos.
A cambio del dinero recibido por el impuesto, RAI debe cumplir unas obligaciones de servicio público marcadas en los contratos programa, conocidos como contratos de servicio. Estos documentos abarcan temas como la cobertura informativa, los derechos de colectivos minoritarios, la oferta de los canales y la financiación del ente público.
Además del dinero recibido por el canon, RAI emite patrocinios y publicidad comercial en todos sus canales de radio y televisión. El grupo gestiona, a través de la empresa Sipra, los contratos publicitarios con las empresas anunciantes. RAI comenzó a emitir espacios publicitarios en 1957 dentro de un programa específico llamado Carosello, donde se ofrecían sketches con un mensaje publicitario al final y del que surgieron personajes como Calimero y La Línea.

## Radio
RAI mantiene en la actualidad un amplio número de emisoras de radio integradas en el grupo Rai Radio. De ellas, tres son generalistas y herederas de la antigua Unione Radiofonica Italiana, mientras que el resto son servicios temáticos que pueden escucharse en FM y DAB. Radio 1 es también la única radio autorizada para emitir en onda media. Además, existen dos radios regionales en alemán y esloveno para las regiones del Alto-Adigio y Trieste, respectivamente.
Anteriormente RAI tenía también una emisora internacional. Rai Italia Radio, que fue cerrada a finales de 2011.

### Emisoras generalistas
- Rai Radio 1: Emisora enfocada a la información nacional, transmisión de eventos en directo y música.
- Rai Radio 2: Dedicada al público joven, cuenta con programas de entretenimiento, musicales y transmisión de eventos en directo.
- Rai Radio 3: Cuenta con una programación cultural.

### Emisoras digitales
- Rai Radio Tutta Italiana: Emisora de radio digital dedicada a la música italiana.
- Rai Radio 3 Classica: Emisora de música clásica.
- Rai Radio Techete': Emisora de radio digital dedicada a la difusión del archivo radiofónico.
- Rai Radio Live Napoli: Emisora de radio digital dedicada a la música para jóvenes y acontecimientos en directo.
- Rai Radio Kids: Emisora de radio digital dedicada a niños.
- Rai Isoradio: Servicio de información en carretera.
- Rai GR Parlamento: Transmite las sesiones del Parlamento de la República Italiana.
- Rai Radio 1 Sport: Emisora de radio digital dedicada al deporte.
- No Name Radio: Emisora de radio digital dedicada a la música independiente.

### Otros servicios
- Rai Südtirol: Radio regional en idioma alemán para Trentino-Alto Adigio (Tirol del Sur).
- Radio Trst A: Radio regional en idioma esloveno y friulano para Friul-Venecia Julia.
- Rai Vd'A: Radio regional para el Valle de Aosta con algunos programas en dialecto valdostano.

## Televisión

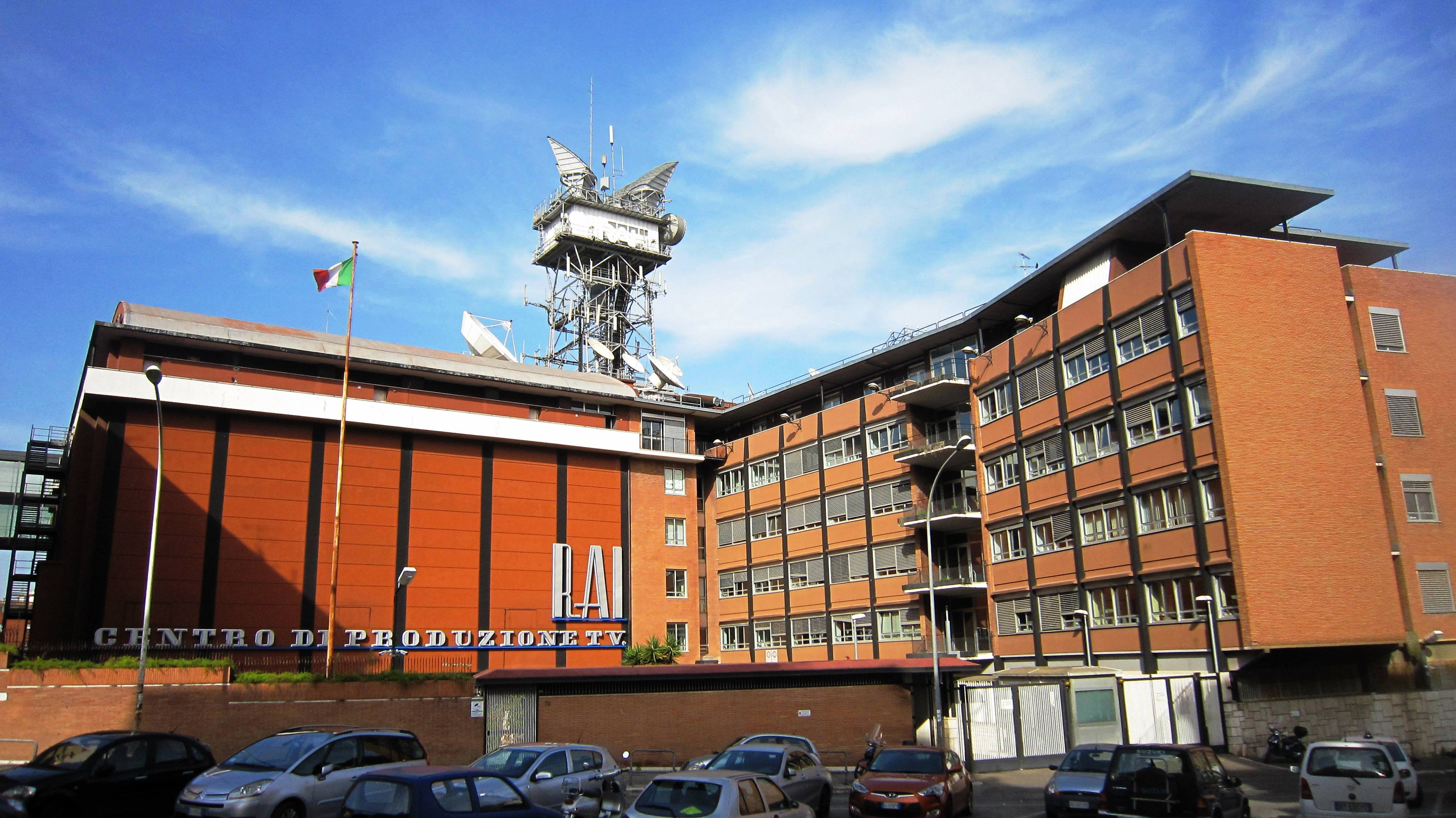
Sede de la RAI TV en Roma.

RAI gestiona 14 canales disponibles en la televisión digital terrestre y distintos servicios a través de cable, satélite y streaming por Internet, siendo uno de los grupos europeos con más emisoras a su cargo. Históricamente, el servicio de televisión del ente público se ha centrado en tres canales de televisión: Rai Uno, Rai Due y Rai Tre. Sin embargo, han desarrollado más con la proliferación de nuevas tecnologías desde los años 1990.

### Canales generalistas y semigeneralistas

#### Rai 1
Rai 1 (Rai Uno) es el principal canal de televisión de RAI y el primero de Italia en ponerse en marcha. Se fundó el 3 de enero de 1954 como Programma Nazionale y desarrolló una programación generalista basada en el entretenimiento, información y programas educativos. Su desarrollo definitivo se produjo a comienzos de los años 1960, cuando la recuperación económica de Italia aumentó la venta de televisores. Con la aparición de Rai 2 en 1961, el primer canal se convirtió en el canal insignia de la empresa pública.
Actualmente, Rai 1 es la televisión con más audiencia del grupo RAI y compite directamente con Canale 5, principal emisora privada del grupo Mediaset. Su programación actual es generalista con producción propia, entretenimiento, informativos y eventos en directo como el Festival de Sanremo. En 2009 Rai 1 fue el canal con más audiencia de Italia, al obtener una cuota de pantalla anual del 22% en 2009.

#### Rai 2
Rai 2 (Rai Due) es la segunda cadena de RAI. Fue creada el 4 de noviembre de 1961 como Secondo Programma, y durante sus primeros años mantuvo un carácter alternativo al de Rai 1. Sin embargo, con la llegada de la televisión privada cambió su oferta a una más juvenil, basada en entretenimiento y series.
La programación habitual de Rai 2 está dirigida a un público joven y adulto entre 18 y 45 años, de menor edad que el de Rai 1. Entre sus espacios más populares se encuentran las series estadounidenses, películas y programas de telerrealidad como The Voice y La isla de los famosos. Rai 2 es también el único canal generalista de RAI que emite dibujos animados.

#### Rai 3
Rai 3 (Rai Tre) es el tercer canal de la RAI. Nació el 15 de diciembre de 1979 a partir de la reforma de la RAI, y en sus primeros años fue un servicio con espacios educativos y desconexiones regionales para informativos. En los años 1980 adoptó un enfoque cultural y alternativo. Actualmente ofrece espacios informativos, desconexiones regionales, servicio público y programas educativos.

#### Rai 4
Rai 4 (Rai Quattro) es un canal de televisión semigeneralista enfocado al público juvenil, exclusivo de la televisión digital terrestre. El proyecto surgió a mediados del año 2000 pero no se puso en marcha hasta el 14 de julio de 2008, fecha de inicio de emisiones. Se publicita como el canal de la ficción y es frecuente encontrar series estadounidenses, telerrealidad y anime.

#### Rai 5
Rai 5 (Rai Cinque) es un canal de televisión semigeneralista dedicado a la cultura, estrenado el 26 de noviembre de 2010 en la frecuencia que antes ocupaba Rai Extra y exclusivo de la televisión digital terrestre. Su programación consta de reportajes, documentales y espacios divulgativos. Fue la televisión oficial de la Exposición Internacional de Milán de 2015.

### Canales temáticos
La gran mayoría de los canales temáticos de la RAI tienen su origen en Rai Sat, plataforma que existió desde 1987 hasta 2010 como productora de canales temáticos públicos para cable y satélite, durante años disponibles solo en el pago por visión. Con la llegada de la televisión digital terrestre, RAI desempeñó una fuerte inversión para competir con los canales exclusivos de Mediaset a través de temáticos especializados, por lo que todos pasaron a ser en abierto.
- Rai News 24: Canal informativo de RAI.
- Rai Sport: Canal dedicado a transmisiones deportivas.
- Rai Movie: Emite películas italianas y extranjeras.
- Rai Yoyo: Canal dedicado al público preescolar.
- Rai Gulp: Canal dedicado al público infantil y preadolescente.
- Rai Storia: Canal dedicado a la historia y la divulgación.
- Rai Premium: Especializado en espectáculos, series, eventos en directo y estrenos.
- Rai Scuola: Servicio educativo.

### Otros canales y servicios

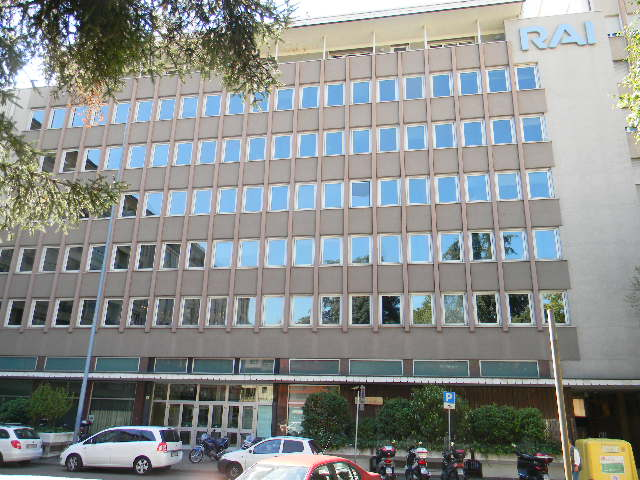
Sede de la RAI en Bolzano.

- Rai Italia: Señal internacional de RAI.
- Camera dei Deputati: Señal de la Cámara de Diputados.
- Senato della Repubblica: Señal del Senado.
- Rai Südtirol: Servicio regional en idioma alemán para Trentino-Alto Adigio.
- Rai Alto Adige: Servicio regional en idioma italiano para Trentino-Alto Adigio.
- Rai Ladinia: Servicio regional en idioma ladino, friulano y esloveno.
- Rai Vd'A: Servicio regional en idioma italiano, francés y patois valdostano para Valle de Aosta.

## Empresas participadas
El grupo Rai comprende diversas sociedades que operan en el mercado de los medios de comunicación y de la radiodifusión:

### Sociedades controladas
- Rai Pubblicità S.p.A. - 100 % (publicidad)
- Rai Net S.p.A. - 100 % (internet y multimedia)
- Rai Way S.p.A. - 65,07 % (teledifusión)
- Rai Com S.p.A. - 100 % (internacional)
- Rai Cinema S.p.A. - 100 % (productora de cine)
- 01 Distribution - 100 % (distribución de cine)

### Sociedades participadas
- RTV San Marino S.p.A. - 50,00% (radiodifusión pública de San Marino)
- Tivù S.r.l. - 48,16 % (televisión digital terrestre)
- Auditel S.p.A. - 33 % (control de audimetría)
- Euronews S.A. - 20,56 % (canal informativo)

Además, la RAI es miembro activo de la Unión Europea de Radiodifusión y uno de sus mayores contribuidores.

## Imagen corporativa

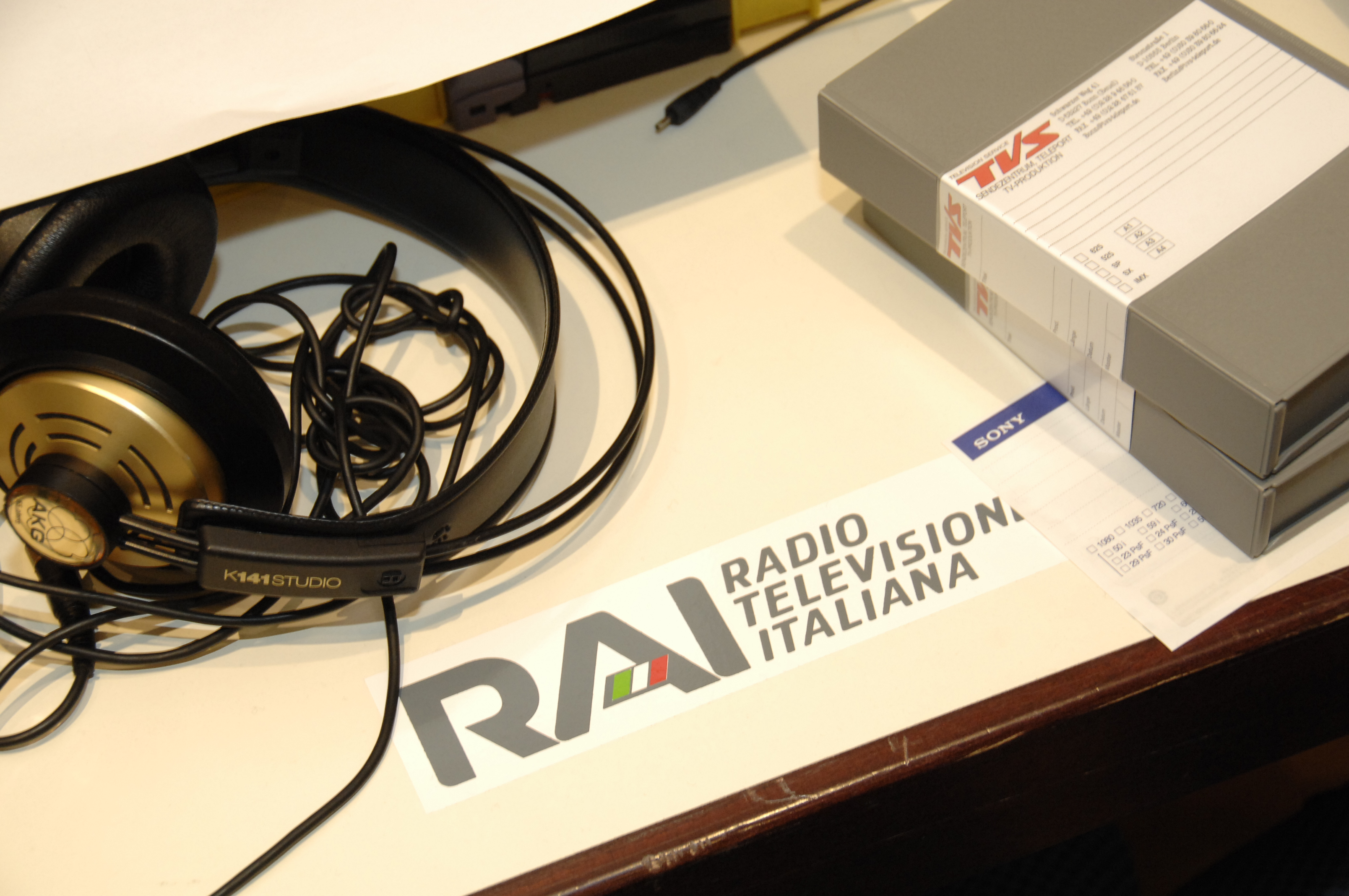
Set de la RAI en el Parlamento Europeo, donde puede verse el logotipo utilizado entre 1988 y 2000.

RAI cuenta desde el 18 de mayo de 2010 con una imagen unificada para todos sus canales, basada en formas geométricas. La imagen de grupo es un cuadrado azul con el nombre «Rai» en minúsculas. Partiendo de esa imagen, el logo de cada canal es un rectángulo compuesto por dos cuadrados. el primero con el logo de grupo y el segundo con el número o nombre de cada canal. Cada logotipo tiene un color específico, aunque en las emisiones en pantalla este es siempre transparente. Todos ellos están adaptados para las emisiones en 16:9.
Anteriormente, RAI tuvo otros logotipos. El primero de ellos fue diseñado por Erberto Carboni y estaba compuesto de letras cuadradas. Sin embargo, fue más popular la imagen de las retransmisiones televisivas, también diseñada por Carboni, en el que aparecían las letras «T» y «V» sobre un cuadrado. Pese a la reforma de la RAI de 1975, este logotipo se mantuvo hasta 1983. En ese tiempo también se hicieron populares las cortinas de entrada y salida a publicidad, que mostraban distintas formas y colores sin emplear el logotipo principal.
En 1983, RAI unificó la imagen de sus tres canales con un trabajo del estudio gráfico ARA, de Cusano Milanino. El nuevo logotipo estaba compuesto de letras mayúsculas y cada canal tenía asociado un color y forma geométrica tridimensional. Rai Uno se quedó con la esfera azul; Rai Due con el cubo rojo, y Rai Tre con el triángulo verde. Las formas geométricas se añadieron en 1988. El logo general de RAI fue modificado en 1988, con un rediseño de las letras y la bandera italiana en la «A». En pantalla figuraba una simple transcripción del nombre en blanco.
RAI no cambió su imagen tradicional hasta el año 2000, cuando el estudio de Perluigi Celli realizó un trabajo completamente distinto al logotipo clásico, con el objetivo de unificar los canales principales. El nuevo logo era una mariposa blanca que en los bordes de sus alas tiene el perfil de un rostro humano. A la izquierda figura el nombre «Rai» mientras que a la derecha sale el identificativo de cada canal. Cada logo mantuvo el color identificativo de la anterior versión. El proceso se implementó de forma gradual desde 2000 hasta 2003, aunque algunas plataformas como Rai Sat y Rai International mantuvieron el logo clásico. La mariposa es todavía uno de los distintivos de RAI.

### Evolución gráfica del logotipo

1954-1983
1954-1983 (televisión)
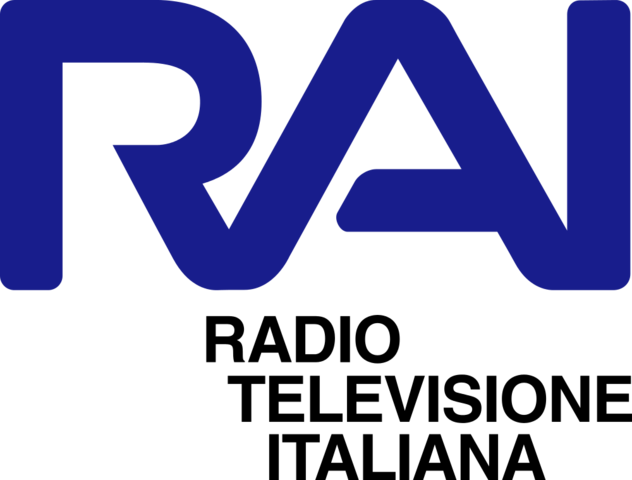
1983-1988
1988-2000
2000-2010
2010-2016
Desde 2016